# Prodiacodon
Prodiacodon is een geslacht van uitgestorven zoogdieren uit de Leptictida. Dit dier leefde tijdens het Paleoceen en Eoceen in Noord-Amerika.

## Fossiele vondsten
Fossielen van Prodiacodon zijn gevonden in de Verenigde Staten en Canada, waaronder ook Ellesmere Island in het noordpoolgebied. De vondsten dateren uit de North American Land Mammal Ages Puercan tot het einde van het Wasatchian, circa 66 tot 50 miljoen jaar geleden. Naast delen van het gebit zijn van Prodiacodon ook gedeeltelijke skeletten gevonden. Er zijn meerdere soorten beschreven, waarbij de typesoort P. puercensis werd beschreven door William Diller Matthew op basis van vondsten in het San Juan-bekken in New Mexico. 

## Kenmerken
Prodiacodon was een op de grond levende, nachtactieve insectivoor. De kleinere soorten waren met een geschat gewicht van 30 gram zo groot als een muis, terwijl de grootste soorten met een geschat gewicht van 200 gram het formaat van een bruine rat hadden. De tanden met scherpe, hoge kronen zijn typisch voor een insectivoor. De voorpoten waren relatief kort, terwijl de achterpoten lang en slank waren. Het scheenbeen en kuitbeen waren vastgegroeid, wat bij soorten uit het Paleoceen al in lichte mate was en bij soorten uit het Eoceen meer uitgesproken. Dit kenmerk leidt tot een lichter gewicht van de achterpoot en een beperking in de draaiing en buiging van de voet, een aanpassing die ook voorkomt bij hedendaagse zoogdieren die zijn aangepast aan snel bewegen. Prodiacodon bewoog zich vermoedelijk met name op vier poten voort, maar kon vermoedelijk ook op hoge snelheid op de achterpoten springen zoals hedendaagse springspitsmuizen. De voorpoten waren aangepast om te graven en waarschijnlijk leefde Prodiacodon in holen.